# بونتوس مولاندر
بونتوس مولاندر هو لاعب هوكي الجليد سويدي، ولد في 13 مارس 1964.